# Fontaine (Familienname)
Fontaine ist ein französischer Familienname.

## Namensträger
- Alexis Fontaine Des Bertins (1725–1741), französischer Geometer
- André Fontaine (1921–2013), französischer Journalist
- Anne Fontaine (Schriftstellerin) (1908–2004), Schweizer Schriftstellerin
- Anne Fontaine (* 1959), französische Schauspielerin
- Antonin Fontaine (1900–1979), französischer Automobilrennfahrer
- Audrey Fontaine (* 1992), französische Badmintonspielerin
- Brigitte Fontaine (* 1939), französische Sängerin und Dichterin
- Charles Fontaine (Dichter) (1513–1588), französischer Dichter
- Charles Fontaine (Sänger) (1878–1955), belgischer Opernsänger (Tenor)
- Charles Fontaine (Eishockeyspieler) (* 1985), kanadischer Eishockeyspieler
- Charles-Aloyse Fontaine (1754–1834), französischer Jesuit und Pädagoge
- Charles-Louis-Marie-Albert-Furcy Fontaine (1767–1849), französischer Politiker
- Daniel Fontaine (* 1989), deutscher Handballspieler
- Eddie Fontaine (1927–1992), US-amerikanischer Musiker
- Émile Jean-Fontaine, französischer Segler
- Frank Fontaine (1920–1978), US-amerikanischer Komiker und Sänger
- Georges Fontaine (1900–1969), französischer Kunsthistoriker
- Gianni Fontaine, Filmregisseur
- Hans Fontaine (1880–1958), deutscher Veterinärmediziner und Offizier
- Henri Fontaine (1925–2018), französischer Fußballspieler und -trainer
- Henri-Louis-Stanislas Mortier de Fontaine (1816–1883), polnischer Pianist und Komponist
- Hippolyte Fontaine (1833–1910), französischer Ingenieur
- Jacques Fontaine (Literaturhistoriker) (1922–2015), französischer Philologe und Literaturhistoriker
- Jacques Fontaine (Sportfunktionär), französischer Sportfunktionär
- Jean de La Fontaine (1621–1695), französischer Schriftsteller
- Jean Fontaine (Politiker) (1922–2014), französischer Politiker von Réunion
- Jean Fontaine-Malherbe (1740–1780), französischer Dichter
- Jean-Marc Fontaine (1944–2019), französischer Mathematiker
- Jean-Pascal Fontaine (* 1989), französischer Fußballspieler
- Joan Fontaine (1917–2013), US-amerikanische Schauspielerin
- Johna Fontaine (* 2000), deutsche Schauspielerin
- Jules Fontaine, Pseudonym von Octave Crémazie (1827–1879), kanadischer Lyriker, Schriftsteller und Buchhändler
- Just Fontaine (1933–2023), französischer Fußballspieler
- Justin Fontaine (* 1987), kanadischer Eishockeyspieler
- Lamar Fontaine (1841–1921), US-amerikanischer Soldat und Schriftsteller
- Léa Fontaine (* 2001), französische Judoka
- Liam Fontaine (* 1986), englischer Fußballspieler
- Lillian Fontaine (1886–1975), britische Schauspielerin
- Louise Marie Madeleine Fontaine (1706–1799), französische Salonnière
- Madeline Fontaine, französische Kostümbildnerin
- Matthew Fontaine Maury (1806–1873), US-amerikanischer Hydrograph
- Maurice Fontaine (Biologe) (1904–2009), französischer Biologe
- Maurice Fontaine (Politiker) (1919–2015), französischer Politiker
- Miha Fontaine (* 2004), kanadischer Freestyle-Skier
- Mike Fontaine, Maskenbildner
- Miriam Fontaine (* 1988), österreichische Schauspielerin
- Nasio Fontaine (* 1969), dominikanischer Rastafari und Musiker
- Natasha Kanapé Fontaine (* 1991), kanadische Schriftstellerin, Malerin und Schauspielerin
- Nicolas Fontaine (Theologe) (1625–1709), französischer Theologe und Dichter
- Nicolas Fontaine (Freestyle-Skier) (* 1970), kanadischer Freestyle-Skier
- Nicole Fontaine (1942–2018), französische Politikerin
- Nika Fontaine (* 1985), kanadische Künstlerin
- Paul Fontaine (Maler) (Paul Emile Antoine Fontaine; 1913–1996), US-amerikanischer Maler
- Paul Fontaine (Archäologe) (* 1954), belgischer Archäologe
- Paul Fontaine (Biathlet) (* 2000), französischer Biathlet
- Paul Fontaine (Musiker) (* um 1935–2025), US-amerikanischer Jazzmusiker und Hochschullehrer
- Paul Bernard de Fontaine (1576–1643), französischer Militär in spanischen Diensten
- Phil Fontaine (* 1944), kanadischer Politiker
- Pierre Fontaine (um 1392–um 1450), französischer Komponist
- Pierre-François-Léonard Fontaine (1762–1853), französischer Architekt
- Rachel Fontaine (* 1977), kanadische Schauspielerin
- René Fontaine (1899–1979), französischer Chirurg
- Robert Fontaine, Geburtsname von Robert Fonta (1922–1976), französischer Künstler
- Robert Fontaine (Mediziner) (Robert E. Fontaine), US-amerikanischer Epidemiologe und Gesundheitsbeamter
- Robert Fontaine (Ruderer), kanadischer Ruderer
- Robert Fontaine (Schachspieler) (* 1980), französischer Schachspieler und -journalist
- Stella Fontaine (1889–1966), niederländische Kabarettistin und Sängerin
- Stéphane Fontaine, französischer Kameramann
- Susanne Fontaine (Kunsthistorikerin) (1956–2017), deutsche Kunsthistorikerin und Kastellanin
- Susanne Fontaine (Musikwissenschaftlerin) (* 1961), deutsche Musikwissenschaftlerin und Hochschullehrerin
- Tescelin de Fontaine († um 1130), französischer Adliger und Ordensgeistlicher
- Thomas Fontaine (* 1991), madagassisch-französischer Fußballspieler
- Werner Fontaine (1881–1962), deutscher Jurist und Richter
- Yvette Fontaine (* 1946), belgische Automobilrennfahrerin